# Campeonato Argentino Juvenil 1992
El Campeonato Argentino Juvenil de 1992 fue la vigésimo-primera edición del torneo para seleccionados juveniles de las uniones regionales afiliadas a la Unión Argentina de Rugby. La fase final se llevó a cabo el 7 y 8 de noviembre de 1992 en las instalaciones del Club Pueyrredón en Boulogne Sur Mer, San Isidro. Por primera vez en la historia del torneo, la Provincia de Buenos Aires fue sede de la fases finales.
El seleccionado de Buenos Aires logró su décimo-séptimo título al derrotar en la final a la Unión de Rugby de Rosario 25-18.

## Equipos participantes
Disputaron esta edición diecinueve equipos: dieciocho uniones provinciales y la Unión Argentina de Rugby, representada por el seleccionado de Buenos Aires. Estos fueron divididos en un Grupo Campeonato (ocho equipos), un Grupo Ascenso (ocho equipos) y un Grupo Clasificación (tres equipos). 
| División                      | Equipo              | Unión                                                     |
| ----------------------------- | ------------------- | --------------------------------------------------------- |
| Grupo Campeonato 8 equipos    | Buenos Aires        | Unión Argentina de Rugby                                  |
| Grupo Campeonato 8 equipos    | Córdoba             | Unión Cordobesa de Rugby                                  |
| Grupo Campeonato 8 equipos    | Cuyo                | Unión de Rugby de Cuyo                                    |
| Grupo Campeonato 8 equipos    | Entre Ríos          | Unión Entrerriana de Rugby                                |
| Grupo Campeonato 8 equipos    | Rosario             | Unión de Rugby de Rosario                                 |
| Grupo Campeonato 8 equipos    | San Juan            | Unión Sanjuanina de Rugby                                 |
| Grupo Campeonato 8 equipos    | Santa Fe            | Unión Santafesina de Rugby                                |
| Grupo Campeonato 8 equipos    | Tucumán             | Unión de Rugby de Tucumán                                 |
| Grupo Clasificación 8 equipos | Alto Valle          | Unión de Rugby del Alto Valle de Río Negro y Neuquén      |
| Grupo Clasificación 8 equipos | Centro              | Unión de Rugby del Centro de la Provincia de Buenos Aires |
| Grupo Clasificación 8 equipos | Mar del Plata       | Unión de Rugby de Mar del Plata                           |
| Grupo Clasificación 8 equipos | Misiones            | Unión de Rugby de Misiones                                |
| Grupo Clasificación 8 equipos | Nordeste            | Unión de Rugby del Nordeste                               |
| Grupo Clasificación 8 equipos | Salta               | Unión de Rugby de Salta                                   |
| Grupo Clasificación 8 equipos | Santiago del Estero | Unión Santiagueña de Rugby                                |
| Grupo Clasificación 8 equipos | Sur                 | Unión de Rugby del Sur                                    |
| Grupo Ascenso 3 equipos       | Austral             | Unión de Rugby Austral                                    |
| Grupo Ascenso 3 equipos       | Chubut              | Unión de Rugby del Valle del Chubut                       |
| Grupo Ascenso 3 equipos       | Oeste               | Unión de Rugby del Oeste de Buenos Aires                  |

## Formato
Los diecinueve equipos participantes fueron divididos en tres categorías: Grupo Campeonato, Grupo Ascenso y Grupo Clasificación. Cada grupo se resolvió con el sistema de todos contra todos a una sola ronda y alternando encuentros de local y visitante. Los equipos fueron ubicados en sus grupos de acuerdo a la distribución de sus respectivos seleccionados mayores en el Campeonato Argentino de Mayores de 1992. Debido a esto, no hubo intercambio de plazas producto de los resultados obtenidos en este torneo. 
Los primeros de cada zona del Grupo Campeonato clasificaron a la fase final de forma directa. Los segundos debieron disputar partidos clasificatorios contra los ganadores del Grupo Clasificación por un lugar en las semifinales. Esto permitió que todos los equipos en la segunda división tuvieran la oportunidad de obtener el campeonato.

### Fase final
A la fase final clasificaron los primeros de cada zona del Grupo Campeonato y los ganadores de los partidos clasificatorios. Estos cuatro disputaron encuentros a eliminación directa (semifinales y final) en una sede única designada, con el vencedor siendo considerado el campeón de la temporada.

## Grupo Campeonato

### Zona A
| Pos. | Equipos      | Partidos | Partidos | Partidos | Tantos | Tantos | Tantos | Pts. |
| Pos. | Equipos      | G        | E        | P        | PF     | PC     | DP     | Pts. |
| ---- | ------------ | -------- | -------- | -------- | ------ | ------ | ------ | ---- |
| 1.°  | Cuyo         | 3        | 0        | 0        | 91     | 36     | +55    | 6    |
| 2.°  | Buenos Aires | 1        | 1        | 1        | 126    | 45     | +81    | 3    |
| 3.°  | Tucumán      | 1        | 1        | 1        | 70     | 62     | +8     | 3    |
| 4.°  | Santa Fe     | 0        | 0        | 3        | 17     | 161    | -144   | 0    |

|  | Clasifica a fase final             |
|  | Clasifica a partido clasificatorio |

|  | Cuyo | 25 - 15 | Buenos Aires |  |  |

|  | Tucumán | 38 - 8 | Santa Fe |  |  |

|  | Tucumán | 17 - 17 | Buenos Aires |  |  |

|  | Cuyo | 29 - 6 | Santa Fe |  |  |

|  | Buenos Aires | 94 - 3 | Santa Fe |  |  |

|  | Tucumán | 15 - 37 | Cuyo |  |  |

### Zona B
La Unión Entrerriana de Rugby no presentó equipo.
| Pos. | Equipos    | Partidos | Partidos | Partidos | Tantos | Tantos | Tantos | Pts. |
| Pos. | Equipos    | G        | E        | P        | PF     | PC     | DP     | Pts. |
| ---- | ---------- | -------- | -------- | -------- | ------ | ------ | ------ | ---- |
| 1.°  | Córdoba    | 2        | 0        | 0        | 115    | 26     | +89    | 4    |
| 2.°  | Rosario    | 1        | 0        | 1        | 107    | 33     | +74    | 2    |
| 3.°  | San Juan   | 0        | 0        | 2        | 6      | 169    | -163   | 0    |
| -    | Entre Ríos | -        | -        | -        | -      | -      | -      | -    |

|  | Clasifica a fase final             |
|  | Clasifica a partido clasificatorio |

|  | Córdoba | 85 - 3 | San Juan |  |  |

|  | Rosario | 84 - 3 | San Juan |  |  |

|  | Córdoba | 30 - 23 | Rosario |  |  |

## Grupo Ascenso

### Zona C
| Pos. | Equipos       | Partidos | Partidos | Partidos | Tantos | Tantos | Tantos | Pts. |
| Pos. | Equipos       | G        | E        | P        | PF     | PC     | DP     | Pts. |
| ---- | ------------- | -------- | -------- | -------- | ------ | ------ | ------ | ---- |
| 1.°  | Mar del Plata | 3        | 0        | 0        | 162    | 14     | +148   | 6    |
| 2.°  | Sur           | 2        | 0        | 1        | 57     | 76     | -19    | 4    |
| 3.°  | Alto Valle    | 1        | 0        | 2        | 55     | 61     | -6     | 2    |
| 4.°  | Centro        | 0        | 0        | 3        | 17     | 140    | -123   | 0    |

|  | Clasifica a partido clasificatorio |

|  | Mar del Plata | 31 - 0 | Alto Valle |  |  |

|  | Sur | 23 - 7 | Centro |  |  |

|  | Mar del Plata | 80 - 0 | Centro |  |  |

|  | Sur | 20 - 18 | Alto Valle |  |  |

|  | Mar del Plata | 51 - 14 | Sur |  |  |

|  | Alto Valle | 37 - 10 | Centro |  |  |

### Zona D
| Pos. | Equipos         | Partidos | Partidos | Partidos | Tantos | Tantos | Tantos | Pts. |
| Pos. | Equipos         | G        | E        | P        | PF     | PC     | DP     | Pts. |
| ---- | --------------- | -------- | -------- | -------- | ------ | ------ | ------ | ---- |
| 1.°  | Salta           | 3        | 0        | 0        | 174    | 35     | +139   | 6    |
| 2.°  | Sgo. del Estero | 2        | 0        | 1        | 80     | 61     | +19    | 4    |
| 3.°  | Nordeste        | 1        | 0        | 2        | 52     | 92     | -40    | 2    |
| 4.°  | Misiones        | 0        | 0        | 3        | 32     | 150    | -118   | 0    |

|  | Clasifica a partido clasificatorio |

|  | Nordeste | 17 - 18 | Santiago del Estero |  |  |

|  | Salta | 88 - 0 | Misiones |  |  |

|  | Nordeste | 24 - 20 | Misiones |  |  |

|  | Salta | 32 - 24 | Santiago del Estero |  |  |

|  | Nordeste | 11 - 54 | Salta |  |  |

|  | Santiago del Estero | 38 - 12 | Misiones |  |  |

## Grupo Clasificación
| Pos. | Equipos | Partidos | Partidos | Partidos | Tantos | Tantos | Tantos | Pts. |
| Pos. | Equipos | G        | E        | P        | PF     | PC     | DP     | Pts. |
| ---- | ------- | -------- | -------- | -------- | ------ | ------ | ------ | ---- |
| 1.°  | Chubut  | 2        | 0        | 0        | 38     | 15     | +23    | 6    |
| 2.°  | Austral | 1        | 0        | 1        | 13     | 16     | -3     | 4    |
| 3.°  | Oeste   | 0        | 0        | 2        | 10     | 30     | -20    | 2    |

|  | Chubut | 22 - 10 | Oeste |  |  |

|  | Austral | 8 - 0 | Oeste |  |  |

|  | Chubut | 16 - 5 | Austral |  |  |

## Partidos Clasificatorios
Los equipos clasificados segundos del Grupo Campeonato (Buenos Aires y Rosario) disputaron partidos clasificatorios contra los ganadores del Grupo Clasificación (Mar del Plata y Salta) por un lugar en las semifinales.
| 31 de octubre | Buenos Aires | 58 - 32 | Mar del Plata |  |  |

| 31 de octubre | Rosario | 44 - 17 | Salta |  |  |

## Fase final
Las fases finales del torneo se disputaron el 7 y 8 de noviembre en las instalaciones del Club Pueyrredón en Boulogne Sur Mer.
|  | Semifinales    | Semifinales    | Semifinales    |              |         | Final          | Final          | Final          |  |
|  | 7 de noviembre | 7 de noviembre | 7 de noviembre |              |         | 8 de noviembre | 8 de noviembre | 8 de noviembre |  |
|  |                |                |                |              |         |                |                |                |  |
|  |                |                |                |              |         |                |                |                |  |
|  | Cuyo           | Cuyo           | 16             |              |         |                |                |                |  |
|  | Cuyo           | Cuyo           | 16             |              |         |                |                |                |  |
|  | Rosario        | Rosario        | 21             |              |         |                |                |                |  |
|  | Rosario        | Rosario        | 21             |              | Rosario | Rosario        | 18             |                |  |
|  |                |                |                |              | Rosario | Rosario        | 18             |                |  |
|  |                |                | Buenos Aires   | Buenos Aires | 25      |                |                |                |  |
|  | Córdoba        | Córdoba        | Buenos Aires   | Buenos Aires | 25      | 9              |                |                |  |
|  | Córdoba        | Córdoba        |                |              |         | 9              |                |                |  |
|  | Buenos Aires   | Buenos Aires   | 48             |              |         | Tercer puesto  | Tercer puesto  | Tercer puesto  |  |
|  | Buenos Aires   | Buenos Aires   | 48             |              |         | Tercer puesto  | Tercer puesto  | Tercer puesto  |  |
|  |                |                |                |              |         |                |                |                |  |
|  |                |                |                |              |         | Cuyo           | Cuyo           | P.P.           |  |
|  |                |                |                |              |         | Cuyo           | Cuyo           | P.P.           |  |
|  |                |                |                |              |         | Córdoba        | Córdoba        | 44             |  |
|  |                |                |                |              |         | Córdoba        | Córdoba        | 44             |  |
|  |                |                |                |              |         |                |                |                |  |

### Semifinales
| 7 de noviembre | Cuyo | 16 - 21 | Rosario | Club Pueyrredón, Boulogne Sur Mer    |                                      |
|                |      | Reporte |         | Árbitro(s): Marcelo Abdala (Tucumán) | Árbitro(s): Marcelo Abdala (Tucumán) |

| 7 de noviembre | Córdoba | 9 - 48  | Buenos Aires | Club Pueyrredón, Boulogne Sur Mer     |                                       |
|                |         | Reporte |              | Árbitro(s): Mario González (Nordeste) | Árbitro(s): Mario González (Nordeste) |

### Tercer puesto
| 8 de noviembre | Cuyo | P.P. - 44 | Córdoba | Club Pueyrredón, Boulogne Sur Mer       |                                         |
|                |      | Reporte   |         | Árbitro(s): Rodolfo Giuliani (San Juan) | Árbitro(s): Rodolfo Giuliani (San Juan) |

### Final
| 8 de noviembre | Rosario | 18 - 25 | Buenos Aires | Club Pueyrredón, Boulogne Sur Mer          |                                            |
|                |         | Reporte |              | Árbitro(s): Víctor Rabuffetti (Entre Ríos) | Árbitro(s): Víctor Rabuffetti (Entre Ríos) |

|                       |
| Buenos Aires Campeón  |
| Décimo-séptimo título |